# Wehejok
Wehejok (soms ook gespeld als Wiliok of Weliok) is een dorp gelegen in het Surinaamse ressort Tapanahony gelegen aan de Palumeurivier. Het is tevens ook de naam van de nabije gelijknamige stroomversnelling in die rivier die ook wel Weliok Val genoemd wordt. Het dorp telde 40 inwoners in 1936.

## Toponymie
Wehejok is een inheems woord in de Wayana-taal dat letterlijk Het water draait betekent.

## Geschiedenis
In 1904 trokken een expeditiegroep onder leiding van de cartografen A.F. Herderschee en C.H. de Goeje met naar het stroomgebied rondom de Tapanahonyrivier om het in kaart te brengen. Deze expeditie splitste zich soms op om zijrivieren te verkennen. Onder leiding van C.H. de Goeje verkende een deel van de expeditie een zijrivier genaamd de Paloemeu. Hier troffen ze op 4 september 1904 aan een stroomversnelling een verlaten Triodorp van Ampiri aan.
Rond 1930 heeft Kananoe Apetina daar op de rechteroever het dorp Wehejok gesticht. In 1936 telde het dorp ongeveer veertig inwoners. Het dorp werd in 1937 landelijk bekend toen Apetina met een aantal mannen met de tweede grensexpeditie onder leiding van A.J.H. Baron van Lynden meereisde naar de hoofdstad Paramaribo. Nog nooit eerder hadden Wayana-indianen de stad bezocht en nog nooit eerder hadden stadsmensen Wayana gezien. Dit kreeg veel aandacht in de landelijke media.
Het bezoek vond plaats op uitnodiging van gouverneur Kielstra, nadat het lokale stamhoofd genaamd Kananoe Apetina zijn wens de stad te bezoeken, kenbaar had gemaakt. De uitnodiging kan gezien worden in het licht van de zwakke machtspositie van het koloniale regime aan de Tapanahony  en de sterke machtspositie van de Aukaners. De Aukaners bewoonden de beneden-Tapanahony en hadden een handelsmonopolie in het achterland. Zij ontmoedigden de Wayana naar de handelscentra aan de kust te reizen. Daarnaast hadden zij een vervoersmonopolie (zij kenden de rivieren als geen ander) wat tot fricties leidde met de overheid.
Kielstra benoemde Kananoe Apetina in 1937 tot kapitein en in 1952 door gouverneur Klaasesz tot granman (stamhoofd) van de Wayana aan de Tapanahony. Apetina verhuisde in 1956 met zijn familie naar het door hem gestichte dorp Puleowimë aan de Tapanahonyrivier. Dit dorp is beter bekend onder de naam Apetina.

## Geografie en mobiliteit
Momenteel staan er ongeveer 15 woningen en een kerk in Wehejok, gebouwd in de traditionele bouwstijl. De kerk wordt niet permanent gebruikt, het wordt incidenteel gebruikt voor christelijke conferenties en trainingen. Wehejok ligt tevens ook aan de Paloemeu-rivier omgeven door het Surinaamse Amazoneregenwoud. Het is alleen bereikbaar via de boot.